# 邝靖 (中华民国)
邝靖，生卒年不詳，湖南嘉禾人，中华民国政治人物。

## 簡歷
邝靖，湖南嘉禾人，前中华民国中将，曾任陆军后方勤务司令部经理中将署长。